# Computerbetrug.de
Computerbetrug.de ist eine privat betriebene deutsche Internetseite, die sich mit dem Schutz von Verbrauchern gegen betrügerische oder unlautere Geschäftspraktiken im Internet und am Telefon befasst. Der Seite angeschlossen ist ein Verbraucher-Forum mit knapp 20.000 registrierten Nutzern und rund 350.000 Diskussionsbeiträgen.

## Geschichte
Die Seite Computerbetrug.de wurde im August 2001 von Heiko Rittelmeier als private Initiative gegründet. 2003 wurde die Seite von Yahoo! zur Website des Jahres gekürt. Ende Februar fusionierte das Forum von Computerbetrug.de mit dem Forum von Dialerschutz.de, einer weiteren bekannten deutschen Verbraucherschutz-Seite unter privater Leitung. Im November 2007 beschlossen Heiko Rittelmeier als Betreiber von Computerbetrug.de und Sascha Borowski, Betreiber von Dialerschutz.de, gemeinsam unter der Marke Computerbetrug.de auf dem Markt zu agieren. In den vergangenen Jahren wurde Computerbetrug.de mehrfach Opfer von Abmahnungen und DDoS-Attacken, die in den überregionalen Medien registriert wurden.
Heute verzeichnet die Seite Computerbetrug.de nach eigenen Angaben bis zu 370.000 Visits im Monat und ist damit eine der reichweitenstärksten privaten Verbraucherschutzseiten Deutschlands.

## Inhalte und Themen
Computerbetrug.de befasst sich in mehreren Kapitel mit betrügerischen Machenschaften im Internet und am Telefon sowie Anonymität und Datenschutz im Internet. Im Kapitel „Sicherheit im Internet“ beschreibt die Seite unter anderem technische Gefahren wie Viren, Trojaner und Würmer, Risiken beim Gebrauch von E-Mails, Firewalls, Sicherheit bei WLAN und Homebanking, sowie die Themenfelder Abmahnung, Urheberrecht, Online-Auktionen und Newsgroups. Im Themenabschnitt „Abzocke im Internet“ werden insbesondere Internetseiten mit versteckten Kosten beleuchtet. Im Bereich Anonym surfen befasst sich die Seite mit Themen wie Datenschutz und Datenspeicherung, Aussagekraft von IP-Adressen, dem sicheren Löschen von Daten sowie den Auswirkungen der Vorratsdatenspeicherung. Das Kapitel „Dialer und Mehrwertdienste“ befasst sich mit Geschäftsmodell und Risiken der telefonischen Mehrwertdienste, 0900-, 0137- und 0180-Nummern sowie der Dialer. Unter dem Kapitel News veröffentlichen die Betreiber von Computerbetrug.de regelmäßig Nachrichten, die häufig auch von anderen Medien zitiert und übernommen werden.

## Rezeption
Computerbetrug.de wird und wurde in den Medien zitiert und empfohlen. Zudem werden die Experten von Computerbetrug.de von Journalisten befragt oder Seite und Forum als Referenz in den Medien zitiert. Die Website wird von der Online-Ausgabe der Welt als renommierte Quelle und vom Verlag C.H.Beck als „besuchenswerte“, ausführliche und fundierte Website zum Thema Cyberstalking geführt. Von der Landesanstalt für Medien Nordrhein-Westfalen und der Polizei Bayern wird sie als weiterführende Website zum Thema Verbraucherbetrug empfohlen.